# Sheky and the Bloodrain
Sheky and the bloodrain е българска рок група, която изпълнява песните си на английски език.

## История
Групата е основана през 1998 от Ивайло Ранов – Шеки под името Sheky and the bloody boys. През 1999 издават кавър-албум, посветен на Блек Сабат. През 2001 издават демо-албум с 6 песни, озаглавен Nightlight. През бандата преминават известни музиканти като Ерол Ибрахимов и Димитър Ковачев – Фънки. През 2005 групата се разпада.
В началото на 2008 групата се завръща под името Sheky and the bloodrain. Първоначалният ѝ състав е: Ивайло Ранов-Шеки, Стефан Стефанов, Иван Петров и Стоян Радин. В края на 2009 подписват договор със звукозаписната компания на китариста Драгомир Драганов Double D Music. Също така изнасят концерт като подгряваща група на WASP. В началото на 2010 се очаква да излезе дебютният им албум, но той остава неизнаден. От октомври 2012 вече групата има клавирист Станислав Петров.
През 2014 г. групата се разпада, а Ивайло Ранов започва солова кариера.

## Албуми
- A tribute to Black Sabbath (кавър-албум) – 1999
- Nightlight (демо) – 2001